# 2つの舞曲 作品73
2つの舞曲（ふたつのぶきょく）作品73は、アレクサンドル・スクリャービンが1914年に作曲したピアノ曲である。構想していた『神秘劇』のスケッチを基に作曲された。スクリャービンは同年に『5つの前奏曲 作品74』を作曲したのち、翌1915年に急死したため、これら2曲は完成した最後の作品となった。
複雑なリズムと神秘和音が中心となっている。
- 第1番 花飾り（なやましげな優美さで）
- 第2番 暗い焔（悲しげな優美さで）